# Cratere Szilard
Szilard è un grande cratere lunare di 127,22 km situato nella parte nord-occidentale della faccia nascosta della Luna.